# Яновський Феофіл Гаврилович
Феофі́л (Теофі́л) Гаври́лович Яно́вський (12 [24] червня 1860, Миньківці — 8 липня 1928, Київ) — український терапевт, пульмонолог, фтизіатр, нефролог, доктор медицини, професор, дійсний член Всеукраїнської академії наук (від 1927 року). Батько Яновського Віктора Феофіловича.
Закінчив Третю київську гімназію (1878) та медичний факультет Київського університету (1883). Лікар Олександрівської лікарні в Києві (1882—1917), голова її наукової ради (з 1909). Був професором терапевтичної клініки Новоросійського університету (1904 року) і лікарської діагностики Київського університету (1905—1919) та кафедри факультетської терапії Київського медичного інституту (1921—1928). Засновник системи протитуберкульозних санаторіїв та Інституту пульмонології та фтизіатрії. Автор наукових праць у галузі мікробіології, терапії туберкульозу, хвороб нирок, діагностики. Голова Єдиного науково-медичного товариства, Всеукраїнського з'їзду лікарів (1918), довічний голова З'їздів терапевтів УСРР. Створив власну київську терапевтичну школу.

## Біографія

### Родина й дитинство

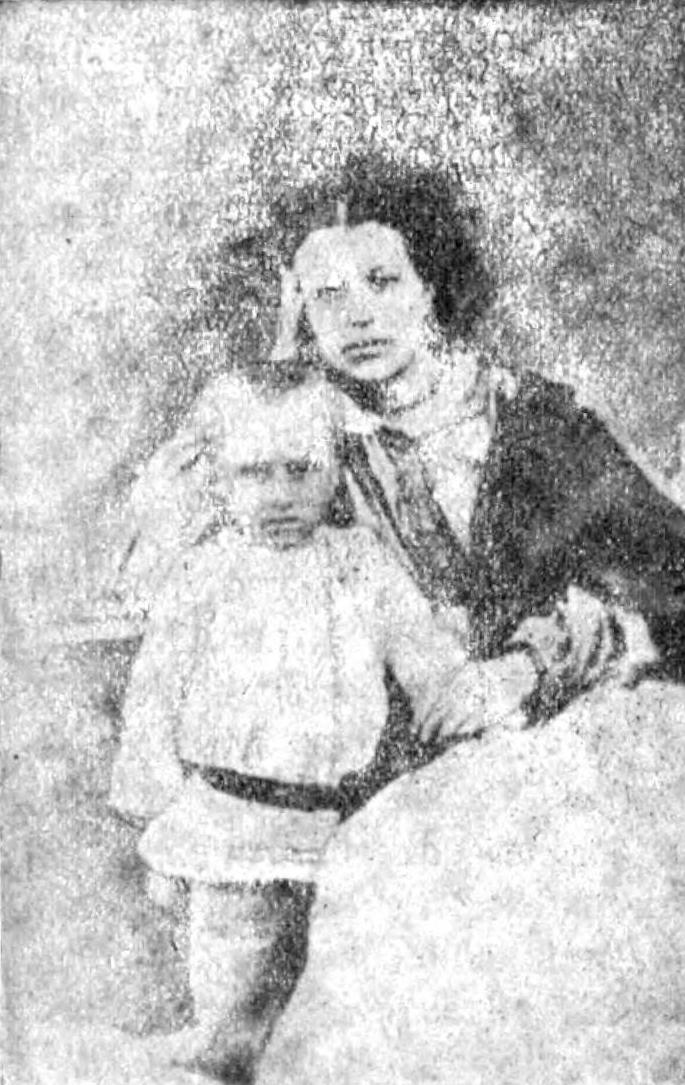
Ганна Савченкова-Яновська й малий Феофіл у віці 5-6 років

Феофіл Яновський народився в селі Миньківці (тепер Кам'янець-Подільського району Хмельницької області) в родині нащадка козацько-дворянського роду. Гаврило Іванович Яновський (помер 1908 року) був службовцем управління державного майна Подільської губернії, що походив із Полтавщини. Він закінчив Головний педагогічний інститут у Петербурзі, дослужився до чину колезького радника. Володів давньогрецькою, латинською, їдиш та польською мовами, цікавився агрономією, паразитологією, медициною, класичною російською літературою. Матір'ю Яновського була Ганна Матвіївна Савченкова з давнього київського роду.
Феофіл мав також 3 братів і 2 сестер, серед яких були Хрисанф, Сергій (помер 1895 року), Катерина (померла в молодості), Марія. Дитинство провів із родиною, спочатку в Міньківцях, потім у Вінниці. Коли діти досягли шкільного віку, батько відвіз їх до Києва на навчання до прогімназії.

### Навчання
1870 року Феофіл Яновський поступив до 2-го класу 4-класної Київської подільської прогімназії. У 1870—1872 роках мешкав разом із братом Хрисанфом у квартирі з педагогом М. Г. Ружицьким та його матір'ю. У 1873—1876 роках брати оселилися у квартирі помічника класного наставника прогімназії Ф. А. Барцева на другому поверсі «будинку Петра», де крім них мешкало ще 3 гімназисти. 1874 року прогімназію перетворили на Третю київську гімназію, тому хлопці перейшли з 4-го до 5-го класу.
1875 чи 1876 року до Києва переїхали батьки Яновського, тому Теофіл із братом оселились з родиною на Подолі, в садибі на вулиці Боричів узвіз 4/5. Батько спонукав Феофіла окрім гімназичних занять навчатися скрипки та співів. У гімназії переважно вивчали гуманітарні дисципліни, з ухилом у бік давніх мов (8-9 годин на тиждень), з природознавства були лише початкові знання.
1878 року Яновський закінчив Третю гімназію серед перших 8 випускників та отримав золоту медаль, через що його першим було записано на «золоту дошку». У 8-му класі гімназії він вирішив вступати на медичний факультет Київського університету, що й зробив восени 1878 року.

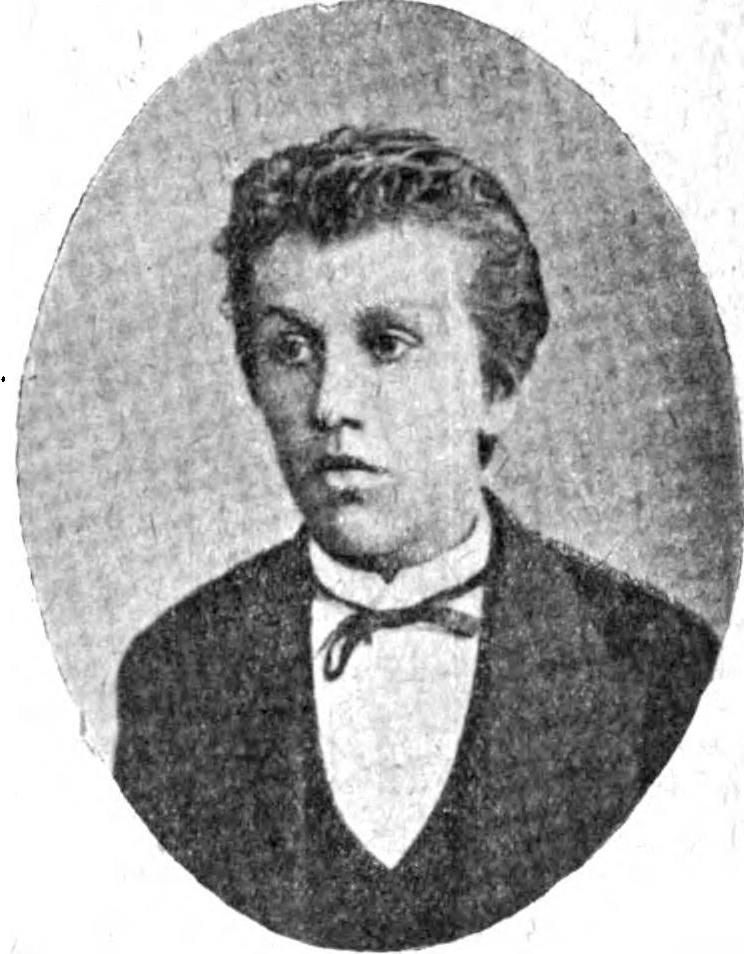
Феофіл Яновський одразу після закінчення університету 1884 року

Серед викладачів Яновського були патологоанатом Григорій Мінх, фармакологію викладав Карл Гейбель, загальну патологію — Никанор Хржонщевський, медичну хімію — Олександр Шеффер, фізіологію — Володимир Томса, очні хвороби — Андрій Ходін, оперативну хірургію — Володимир Караваєв; хірургічну клініку — Олександр Рінек і доцент Олександр Яценко, діагностику внутрішніх хвороб — Євген Афанасьєв, спеціальну патологію й терапію — Карл Трітшель. На першому курсі відвідував окрім медичних дисциплін лекції з політичної економії, римського права, історії новітньої літератури, історії стародавньої літератури, історії стародавньої філософії, перекладу й пояснення Мольєра, лекції професора Василя Малініна про творчість російських письменників Івана Тургенєва й Федора Достоєвського. Добре знав німецьку й французьку, почав вивчати англійську мову.
Серед однокурсників Яновського були Калачинський, Олександр Кисіль, Петро Нікольський, Михайло Черняхівський. Він був серед 11 студентів, що об'єдналися навколо Киселя й створили «Наукове клінічне товариство студентів-медиків м. Києва». Товариство знаходилося в приміщенні порожньої лабораторії при факультетській терапевтичній клініці. Олександр Кисіль приніс свого мікроскопа, молоді науковці скинулися й придбали все потрібне для роботи з ним; допоміг також професор Фрідріх Мерінг. Один раз на місяць відбувалися засідання, де учасники товариства робили доповіді. Перше засідання відбулося 3 листопада 1881 року.
У грудні 1883 року Яновський закінчив університет із відзнакою та почав працювати в госпітальній терапевтичній клініці, що нею завідував тоді професор Карл Трітшель.

### Перший київський період і відрядження закордон
13 лютого 1884 року за рекомендацією Карла Трітшеля Яновського одноголосно обрали позаштатним ординатором при кафедрі госпітальної терапевтичної клініки терміном на один рік. 28 грудня того ж року його обрали штатним ординатором клініки на 3 роки. У клініці тоді працювали зокрема Володимир Бушуєв, Антон Тржецеський, доктор медицини I. А. Ноткін, доктор медицини Піотровський, Костянтин Коровицький.
Яновський оселився в будинку на Андріївському узвозі, 4 . Паралельно вів практику серед мешканців Подолу та асистував на прийманні в Карла Трітшеля. Крім того, з 19 липня 1884 року й до 1901 року він працював лікарем у лазареті при Києво-Подільській духовній школі.
25 листопада 1886 року Феофіл Яновський склав докторантський іспит, у складі якого були й два огляди на тему сучасних йому теорій гарячкового процесу та базедової хвороби.
У червні 1886 року факультет відрядив Яновського закордон із метою підвищення кваліфікації та вивчення бактеріології на 3 місяці. Спочатку він працював у Берліні в лабораторії Роберта Коха разом з його асистентом Юліусом Петрі, паралельно відвідуючи лекції та клініки Ернста фон Лейдена та Карла Герхардта. Надалі він переїхав у Париж, де працював у лабораторії Луї Пастера та відвідував клініку Жермена Се.
Після повернення до Києва 30 червня 1886 року за дорученням медичного факультету заснував першу в місті бактеріологічну лабораторію для застосування бактеріологічної методики діагностування туберкульозу. Спочатку лабораторія містилася при кафедрі фізіології, а далі — при госпітальній терапевтичній клініці в Олександрівській лікарні.
18 квітня 1887 року Феофіл Яновський закінчив трирічну ординатуру в госпітальній клініці. З 28 травня 1888 року був обраний помічником прозектора кафедри фізіології, працював на цій посаді до 22 листопада 1890 року.
Наприкінці 1880-х років Яновський познайомився зі своєю дружиною Ганною Григорович-Барською, тоді гімназисткою Подільської жіночої гімназії, донькою Віктора Олександровича Григорович-Барського зі старого київського роду. 1890 року вони одружилися.
З 30 квітня 1890 року до листопада 1891 року Яновський працював лікарем Четвертої київської гімназії. Паралельно наприкінці 1880-х та на початку 1890-х років працював у добровільному «Київському товаристві нічних лікарських чергувань», двічі обирався заступником голови й двічі головою товариства.
11 листопада 1889 року на факультетському засіданні розглянули заяву Феофіла Яновського про дозвіл йому захищати докторську дисертацію. Офіційними опонентами призначено професорів Карла Трітшеля та Володимира Підвисоцького, а також Олександра Павловського. Противники Трітшеля на факультеті створювали затримки щодо захисту. Дисертація була присвячена туберкульозу. Сам захист відбувся 3 травня 1890 року. Після захисту деякий час відпочивав у Одесі.

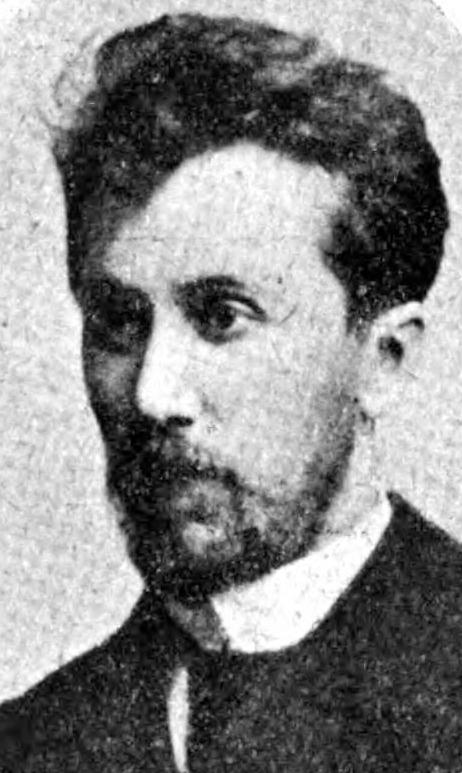
Яновський приблизно 1890 року

1890 року знову відряджений університетом до Берліну задля вивчення лікувальної здатності туберкуліну Коха. Відвідував лекції Рудольфа Вірхова та патологоанатомічні розтини в його інституті. Повернувшись з відрядження налагодив терапію за допомогою туберкуліну в Києві. 1891 року здобув звання приват-доцента. Вступна лекція була присвячена «Значенню бактеріології в діагностиці й терапії внутрішніх хвороб», а перший необов'язковий курс його був «Клінічна мікроскопія й бактеріологія». Пізніше він читав курс інфекційних захворювань.
1892 року Санітарна рада Київського міського самоврядування обрала Яновського на посаду прозектора й завідувача лабораторії Олександрівської лікарні. 1893 року брав активну участь у приборканні епідемії холери. У грудні 1898 року його було обрано ординатором цієї лікарні при збереженні попередніх посад. Яновський завідував терапевтичним жіночим відділенням, а також інфекційним бараком. Лабораторію він обладнав за власні кошти. Серед пацієнток було чимало самогубць. Серед співробітників відділу того періоду були доктор медицини І. А. Пресман, Антоній Каковський (його перший інтерн), Василь Виноградов (другий інтерн), професор Олександр Бернштейн, приват-доценти Яків Рашба й В. М. Фельдман, приват-доцент Торнського університету Ф. М. Цихоцький, лікарі С. А. Хорол (перший завідувач першого диспансеру в Боярці), I. А. Ґольдштейн, Н. М. Вінер, М. С. Райхман, Л. Л. Комаров, В. А. Поліновський, Микола Миколайович Киселевич, Г. Г. Рущіц, Народицький, Іван Воскресенський, С. А. Ґутшейн, Гаркаві, Кавун, Рибаков тощо.
У квітні-серпні 1894 року знову відряджений до Лейпцига для вивчення патологічної анатомії. Працював у лабораторії Фелікса Бірх-Гіршфельда з його асистентом Християном Шморлем, паралельно відвідував курси та клініки терапевтів Гайнріха Куршманна та Фридріха Гоффманна. У лабораторії Куршманна працював з його асистентом Вільгельмом Гісом.
1895 року на прохання головного лікаря Київського військового шпиталю читав курс бактеріології для військових лікарів.
Улітку 1896 року був два місяці у відрядженні в Санкт-Петербурзі, де працював у бібліотеках і в Інституті експериментальної медицини. Також відвідав Халільський туберкульозний санаторій.
У літні місяці 1901—1903 років мешкав із родиною в пансіоні містечка Кранц у Східній Прусії, а сам щодня зранку їхав до Кенігсберга, де працював у клініці Людвига Ліхтгайма.
У серпні 1897 року Яновський відвідав XII міжнародний з'їзд лікарів у Москві та зробив реферат доповідей терапевтичної секції для журналу «Врач».
У 1890-ті роки приватна практика Феофіла Яновського вийшла далеко поза межі Подолу, а надалі й за межі Києва. Матеріальний стан родини поліпшився. Яновські мали 3 дітей й мешкали на території Олександрівської лікарні.

### Одеський і другий київський період
1903 року Яновський номінувався на професора кафедри діагностики Новоросійського університету серед 10 претендентів, був обраний разом із приват-доцентом Вальтером, але міністр народної освіти затвердив лише другого. 17 серпня 1904 року обраний й затверджений екстраординарним професором кафедри госпітальної терапевтичної клініки Новоросійського університету.
У вересні переїхав до Одеси разом зі своїм учнем В. А. Поліновським. На кафедрі також працювали доктори Володимир Ставракі, Б. І. Гаврілов, Бурдон, А. Д. Галай. Приміщення кафедри не було пристосоване для клініки, тому Яновський взявся за її організацію. Паралельно читав курс лекцій. Але в листопаді 1904 року Яновський подав свою кандидатуру на посаду професора кафедри діагностики Київського університету й був обраний. 21 січня 1905 року наказом міністерства народної освіти був переведений до Києва.
Завідував кафедрою лікарської діагностики Київського університету в 1905—1913 роках. Приміщення кафедри знаходилося на території Олександрівської лікарні. 25 березня 1906 року Яновський отримав травму — контузію голови з рваною раною через падіння частини стелі в кабінеті в його будинку на Малій Підвальній, 14. Надалі Виноградов виявив у Яновського гострий геморагічний нефрит. Більшу частину того року Яновський провів на лікуванні. З усім тим, 19 червня 1906 року він брав участь у засіданні під головуванням професора Сикорського в справі утворення клінічного відділу при кафедрі спеціальної патології та терапії, якою завідував професор Малков. У липні-серпні 1906—1912 років знімав дачу на хуторі Спадарець, біля села Дзвінкове.
У лютому 1907 року його обрали головою Наукової ради Олександрівської лікарні. Улітку 1909 року мав проблеми з серцем, через це лікувався у Бад-Наугаймі. Спілкувався там із київськими професорами Соломоном Егіазаровим, Миколою Яснопольським, Самофаловим, артистками Олександрою Сантагано-Горчаковою, Марією Лубковською тощо. Відвідав університетські клініки Гіссена, надалі — міста Швейцарії по берегах Фірвальдштетського озера, Відень та його клініки.

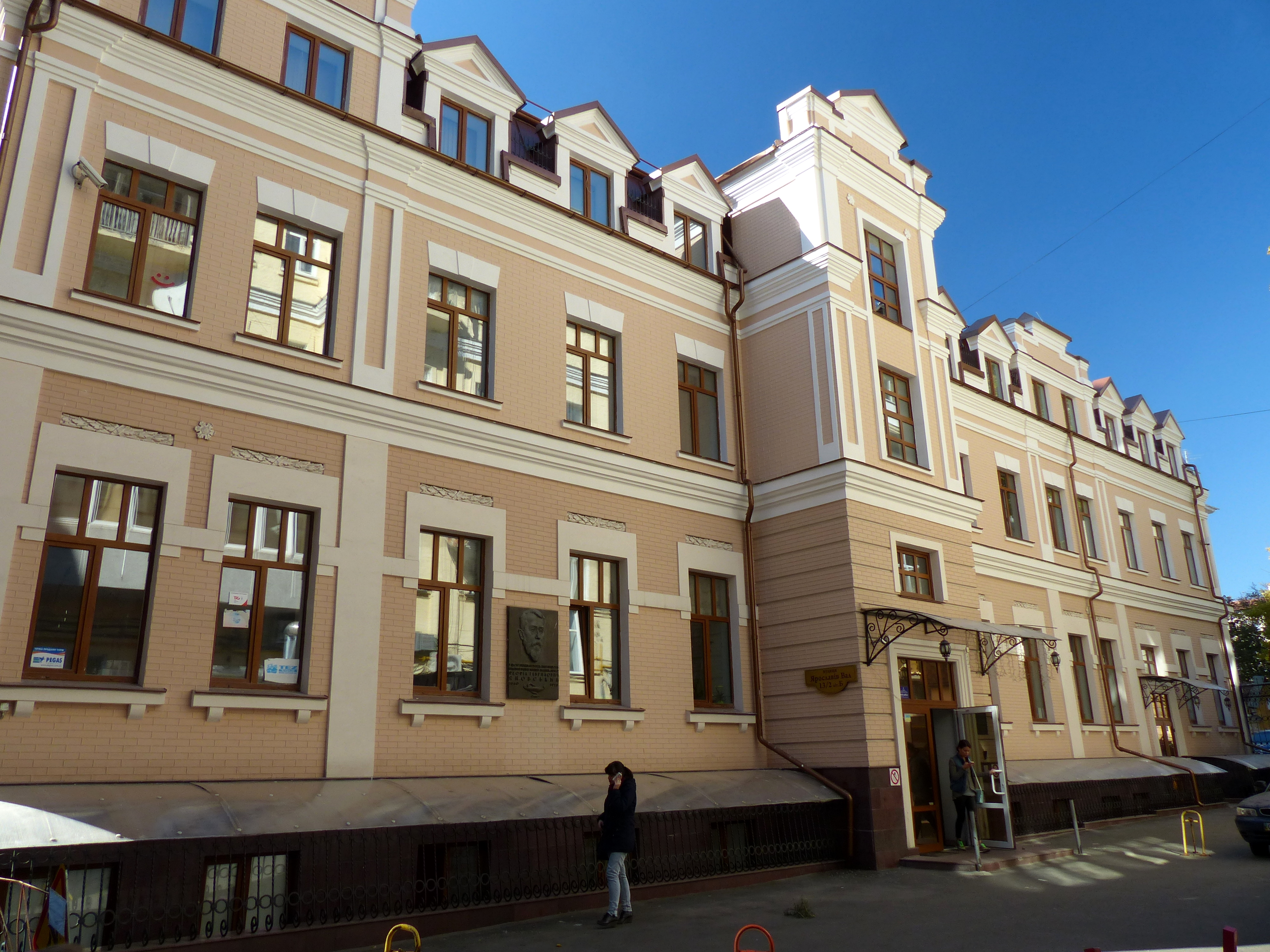
Будинок Феофіла Яновського в Києві

У липні 1910 року Яновського призначено ординарним професором, а в травні 1911 року університет спрямував клопотання до міністерства народної просвіти, щоб продовжити йому час служби ще на 5 років. З 12 вересня 1912 року по смерті професора Василя Чернова став завідувати клінікою дитячих хвороб (лекції читав приват-доцент Микола Свенсон). 1913 року відвідав міжнародний конгрес у Берліні.
За рекомендацією 22 професорів медичного факультету Яновського у квітні 1914 року призначено професором кафедри госпітальної терапевтичної клініки (після звільнення професора Конрада Вагнера). У серпні 1914 року у зв'язку з початком Першої світової війни він отримав призначення у поверхкомплектного ординатора й завідувача клінічного відділу Київського військового клінічного шпиталю. Під час війни готував лікарів і консультував у багатьох військових і червонохрестівських шпиталях, наукова робота в клініці припинилася через мобілізацію її співробітників.
У січні 1916 року Феофіла Яновського обрали головою комісії при медичному факультеті, що мала була скласти тези про поліпшення викладу бальнеології. До комісії ввійшли зокрема Михайло Лапінський, Володимир Ліндеман, Федір Вербицький, Григорій Малков, Антон Тржецеський. Комісія постановила утворити на 5-му курсі кафедру фізіатрії з бальнеологією, а також при ній клініку на 13 місць.
13 вересня 1916 року Яновському надано звання заслуженого ординарного професора Київського університету.

### Українська революція і радянський період

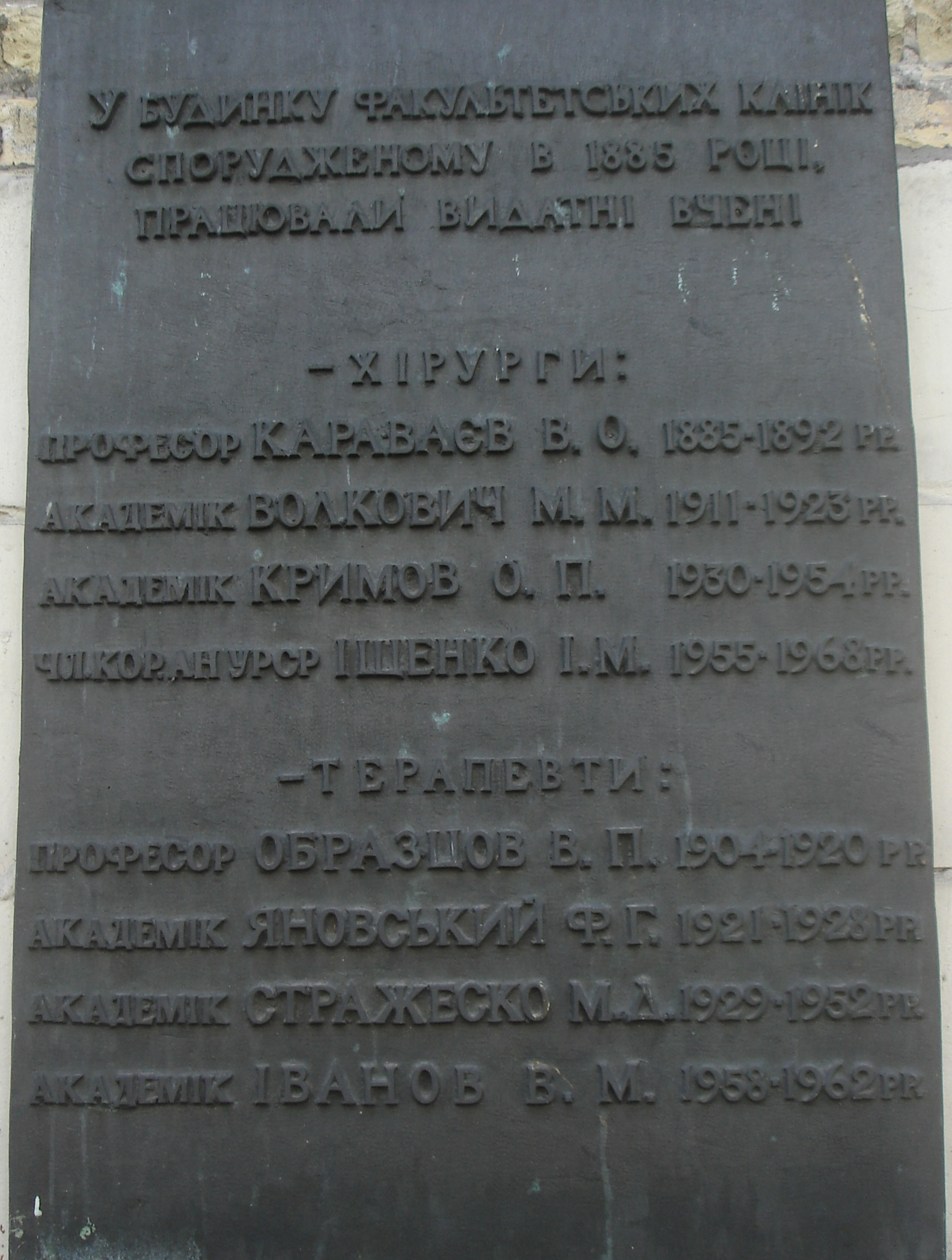
Меморіальна дошка видатним хірургам і терапевтам Київського медичного інституту. Встановлена на будинку факультетських клінік Київського медичного інституту (Київ, бульвар Тараса Шевченка, 17).

У 1917—1919 роках під час Української революції перебував у Києві. Переховував євреїв під час єврейських погромів у себе вдома чи в Олександрівській лікарні. За уряду Скоропадського Яновський працював у Науковій раді при Міністерстві охорони здоров'я. Разом з Овксентієм Корчак-Чепурківським та Мартирієм Галиним створив комісію з української медичної термінології. 12 жовтня (29 вересня) 1918 року головував у Києві Всеукраїнським з'їздом лікарів.
У вересні 1919 року виїхав до Криму, де долучився до формування медичного факультету Кримського університету. Яновського призначили завідувачем факультетської терапевтичної клініки й кафедри нервових хвороб. Також він викладав курс спеціальної патології й терапії. Водночас він працював безкоштовним консультантом лікарень для хворих на епідемічний висипний тиф, спершу в Севастополі, а згодом у Сімферополі. Родина мешкала у двокімнатному помешканні, іноді в одній кімнаті. У цей період працював над працею щодо туберкульозу легень.
Улітку 1921 року факультетська рада Київської медичної академії звернулася до Яновського з проханням очолити терапевтичну факультетську клініку. Йому було спрямовано дві телеграми — від 15 липня воєнного комісара Масас'янса й від 22 липня голови Медичної ради професора Івана Титова. Феофіл Яновський прийняв пропозицію, повернувся до Києва й очолював кафедру в Київському медичному інституті до кінця життя.
На той час клініка перебувала в поганому стані: без електрики, водопровід не працював, вода взимку замерзала в палатах; голодний персонал, голодні пацієнти. Студентів була майже тисяча на IV курсі, а клініку розраховано на 100—150 осіб. Поступово за активної участі Яновського клініка відновлювалася, причому він сам робив обходи хворих.
Наприкінці березня 1923 року в Берліні відбувався IV міжнародний з'їзд фізіотерапевтів, але Яновський не зміг відвідати його попри запрошення, через родинні негаразди.
З 1 травня 1923 року був завідувачем терапевтичної секції науково-дослідної кафедри клінічної медицини при Укрнауці на чолі з Миколою Волковичем. Співробітники секції працювали й при факультетській клініці.
У 1921—1922 роках був членом бюро Секції наукових робітників, працював у її медичній комісії, брав участь в організації санаторіїв для наукових робітників — спершу у Святошині, а потім на Лук'янівці на Отрадній вулиці. З 1921 року працював у Київському туберкульозному інституті як консультант, пізніше як голова наукової ради.
Працював у «Обласній нараді» з питань сухот, пізніше очолив туберкульозну секцію Єдиного науково-медичного товариства при Медсанпрофспілці, а надалі й саме це товариство.
Щороку читав лекції про туберкульоз та ниркові хвороби лікарям при Київському клінічному інституті.
1927 року першим серед клінічних лікарів обраний академіком Української академії наук.
Помер 8 липня 1928 року о 23 годині 45 хвилин. Похований 10 липня в Києві на Лук'янівському кладовищі (ділянка № 20, ряд 14, місце 13).

## Родина
Феофіл Яновський був одружений з Ганною Григорович-Барською. Вони мали 3 дітей: Віктора, Михайла та Анну. Віктор Яновський був юристом і співробітником ВУАН, репресований 1938 року. Михайло Яновський працював бібліотекарем, виїхав за кордон, помер за різними даними в Мексиці чи Аргентині.
Донька Анна, або Ася, емігрувала разом із чоловіком до Франції, де й померла 1925 року.
Онук Феофіла Яновського — Георгій Вікторович Яновський, професор-кардіолог.

## Наукова діяльність
Автор 62 праць з питань інфекційних хвороб, туберкульозу, захворювань легень, нирок, шлунково-кишкового тракту, патології кровообігу тощо, у тому числі низки монографій.
Першою науковою працею Яновського була «рос. Наблюдения над действием каирина при некоторых инфекционных заболеваниях», що досліджувала ефект зниження гарячки в лікарського засобу каїрину. Завідуючи бактеріологічною лабораторією, він досліджував мікробіологічний склад води Дніпра, снігу, вміст палички Коха в крові та фекаліях хворих на туберкульоз.
Дисертація Феофіла Яновського була присвячена вивченню біологічних властивостей черевнотифозної палички, її виживанню під дією різних фізичних і хімічних факторів.
Надалі в 1890-х роках Яновський зосередився більше на клінічній практиці, публікуючи праці, що безпосередньо стосувалися діагностики та терапії. Він розробив скляний стетоскоп власної конструкції, дослідив диференціальні симптоми висипних інфекційних захворювань, описав діагностичне значення простору Траубе при плевритах. Опублікував також низку оглядів щодо патології й терапії хвороб печінки, підшлункової залози та селезінки.
Описав причину казеозної пневмонії при туберкульозі.
Яновський був редактором 1-го видання радянської Великої медичної енциклопедії, членом редколегії журналу «Лікарська справа».
Феофіл Яновський вважається творцем київської школи терапевтів, окремої від школи Образцова—Стражеска. Серед найвідоміших його учнів-клініцистів — Антоній Каковський, Василь Виноградов, Анатолій Зюков, Вадим Іванов, Володимир Василенко, Борис Вотчал. Також її представниками були Іван Базилевич, Олександр Бернштейн, Федір Примак, Володимир Ставракі, Борис Шкляр, Всеволод Яновський. У лабораторіях і клініках під керівництвом Яновського працювали також такі відомі науковці як мікробіолог Мойсей Беньяш, Леонід Дмитренко, Леонід Левицький, Яків Рашба, В. М. Михайлов тощо.

## Лікарська практика
Після закінчення університету 1884—1888 років Яновський працював ординатором госпітальної терапевтичної клініки. Одночасно він відкрив приватний прийом пацієнтів, переважно мешканців Подолу, та асистував на прийманні в Карла Трітшеля. Також у 1884—1901 роках працював лікарем у лазареті при Києво-Подільській духовній школі, а з квітня 1890 до листопада 1891 року — лікарем Четвертої київської гімназії. У 1890-ті роки приватна практика Феофіла Яновського вийшла далеко поза межі Подолу, а надалі й за межі Києва.
У 1892—1898 роках був прозектором, а 1898—1903 — ординатором Олександрівської лікарні. У 1901—1903 лікарська практика стала приносити достатньо доходу, щоб родина змогла орендувати більш комфортне приміщення.
Серед відомих пацієнтів Яновського були Марія Заньковецька, Іван Карпенко-Карий, Михайло Старицький, Володимир Короленко, Петро Столипін (під час поранення в Києві), Микола Василенко, Павло Смирнов.

## Громадська діяльність
З кінця 1880-х років Яновський брав участь у щойно організованому «Київському товаристві нічних лікарських чергувань». Це був аналог служби швидкої допомоги, що працювала для найбідніших прошарків населення. Лікар отримував до 3-4 рублів за ніч, що було дуже низьким гонораром. У 1888—1889 роках Яновський обирався товаришем (заступником) голови Товариства, у 1890—1891 роках був його головою.
Також з 1890-х років Яновський підтримував свого шкільного товариша М. П. Слюсаревського в намірі влаштувати в Києві молочарсько-кооперативне товариство задля постачання якісних молокопродуктів хворим дітям.
1891 року Яновський виступив у межах «Народних медичних читань» з лекцією «Про сухоти» (рос. «О чахотке»), присвяченою профілактиці цієї хвороби, яка надалі була видана окремою брошурою. 1899 року на пропозицію лікарів І. В. Флейшмана й П. І. Юскевич-Красковського, при науковій раді Олександрівської лікарні було створено організаційне бюро «Київського товариства для боротьби з сухотами й бугорчаткою». Головою товариства став професор Трітшель, а Яновського обрали членом бюро. Він брав активну участь у підготовчій роботі для створення санаторію в Пущі-Водиці. У правлінні Товариства Яновський був до 1908 року.
З 1903 року член правління Бюро для пошуку занять для студентів-медиків, яке мало на меті шукати підробіток для студентів під час канікул. 1906 року був у комісії повторних університетських курсів (курсів удосконалення) для лікарів.
На початку 1900-х років Яновський багато допомагав організованому Ганною Вікторівною й дружиною свого шкільного товариша М. К. Коровицькою товариству підтримки жінок, яке шукало роботу й розподіляло її поміж безробітними жінками, а також організувало й Самаритські курси.
Брав участь у Всеросійській лізі боротьби з туберкульозом (з 1909) та в організації туберкульозного санаторію в Боярці.
1923 року обраний депутатом Київської міської ради як представник Київського медичного інституту. 1925 року повторно обраний Київської міської ради робітничих, селянських і солдатських депутатів. У 1926—1928 роках був членом Наукової медичної ради при Наркомздоров'я УРСР.
Був головою Київського терапевтичного товариства, постійним доповідачем на засіданнях Фізично-медичного товариства. З 1918 року був почесним довічним головою студентського Науково-клінічного товариства. На I з'їзді терапевтів УСРР (Харків, 1926) він був обраний довічним головою всіх майбутніх з'їздів терапевтів республіки.

## Особисті риси
Сучасники відмічали високу освіченість, скромність та добродушний характер Феофіла Яновського.
На відміну від свого старшого колеги Василя Образцова, який при огляді пацієнтів приділяв велику увагу діагностиці, Яновський вважав, що має допомогти кожному навіть мінімальним лікуванням, а то й порадою чи підбадьорюванням. Він допомагав своїм численним пацієнтам не тільки як лікар, але й грошима.
За спогадами Івана Базилевича мав великі знання за межами медицини, зокрема з природознавства, історії та мистецтва, вивчав і знав історію Києва.
Яновський мав добрий музичний слух. У молодості співав у хорі. Добре грав на скрипці.
У радянські часи замовчувалася релігійність Феофіла Яновського. У 1920-ті роки він входив до православної громади Анатолія Жураковського. Крім того, щодня відвідував богослужіння в Софійському соборі. Відзначаючи це, під час його похорону молебень відслужили представники православної, католицької, юдейської та ісламської громад Києва.

## Наукові звання та посади
- 1888—1889 Заступник голови Київського товариства нічних лікарських чергувань[17]
- 1890—1891 Голова Київського товариства нічних лікарських чергувань
- 1891 Звання приват-доцента по кафедрі діагностики
- 13.09.1916 Звання заслуженого професора Київського університету.
- 1921 Голова Київського терапевтичного товариства
- Голова Товариства київських лікарів (1922—1928)
- Почесний член Ленінградського терапевтичного товариства імені С. П. Боткіна (1925)
- Почесний член Товариства лікарів-терапевтів СРСР (1926)
- Дійсний член ВУАН (6.06.1927)

### Участь у наукових зібраннях
- Делегат 4-го З'їзду російських лікарів (Київ, 1896)[17]
- Заступник голови 1-го з'їзду російських терапевтів (Москва, 1909)
- Заступник голови 2-го з'їзду російських терапевтів (1910)
- Заступник голови 3-го з'їзду російських терапевтів (1911)
- Заступник голови 4-го з'їзду російських терапевтів (1912)
- Голова 5-го з'їзду російських терапевтів (1913)
- Делегат 4-го Міжнародного з'їзду фізіотерапевтів (Берлін, 1913)
- Голова 1-го Українського з'їзду терапевтів і «почесний постійний голова всіх майбутніх з'їздів» (січень 1926)

## Нагороди та визнання
- Чин статського радника[27]
- Орден Святого Володимира 4-го ступеня[17]
- Орден Святої Анни 2-го ступеня
- Орден Святої Анни 3-го ступеня
- Орден Святого Станіслава 2-го ступеня

## Пам'ять
Ім'ям Феофіла Яновського 1928 року названо Київський туберкульозний інститут (нині Національний інститут фтизіатрії і пульмонології імені Феофіла Яновського НАМН України), біля якого 1992 року встановлений пам'ятник. На батьківщині науковця в селі Миньківцях встановлене погруддя лікаря.
У Києві на будинку № 13-б на вулиці Ярославів Вал, де з 1903 по 1928 рік жив Феофіл Яновський, 1972 року встановлено бронзову меморіальну дошку авторства скульптора Олександра Скобликова та архітектор Анатолія Ігнащенка.
«Святому лікарю» Ф. Яновському присвячено одну з вітрин Музею однієї вулиці. Феофіл Гаврилович починав свою лікарську практику в будинку № 7 на Андріївському узвозі. У музеї зберігаються деякі особисті речі талановитого медика, його стетоскоп, документи та фотографії.
1993 року Національною академією наук України була заснована Премія НАН України імені Ф. Г. Яновського, яка вручається Відділенням біохімії, фізіології і молекулярної біології НАН України за видатні наукові роботи в галузі терапії, клінічної бактеріології та імунології.

Погруддя в Миньківцях.
Пам'ятник у Києві.
Меморіальна дошка.
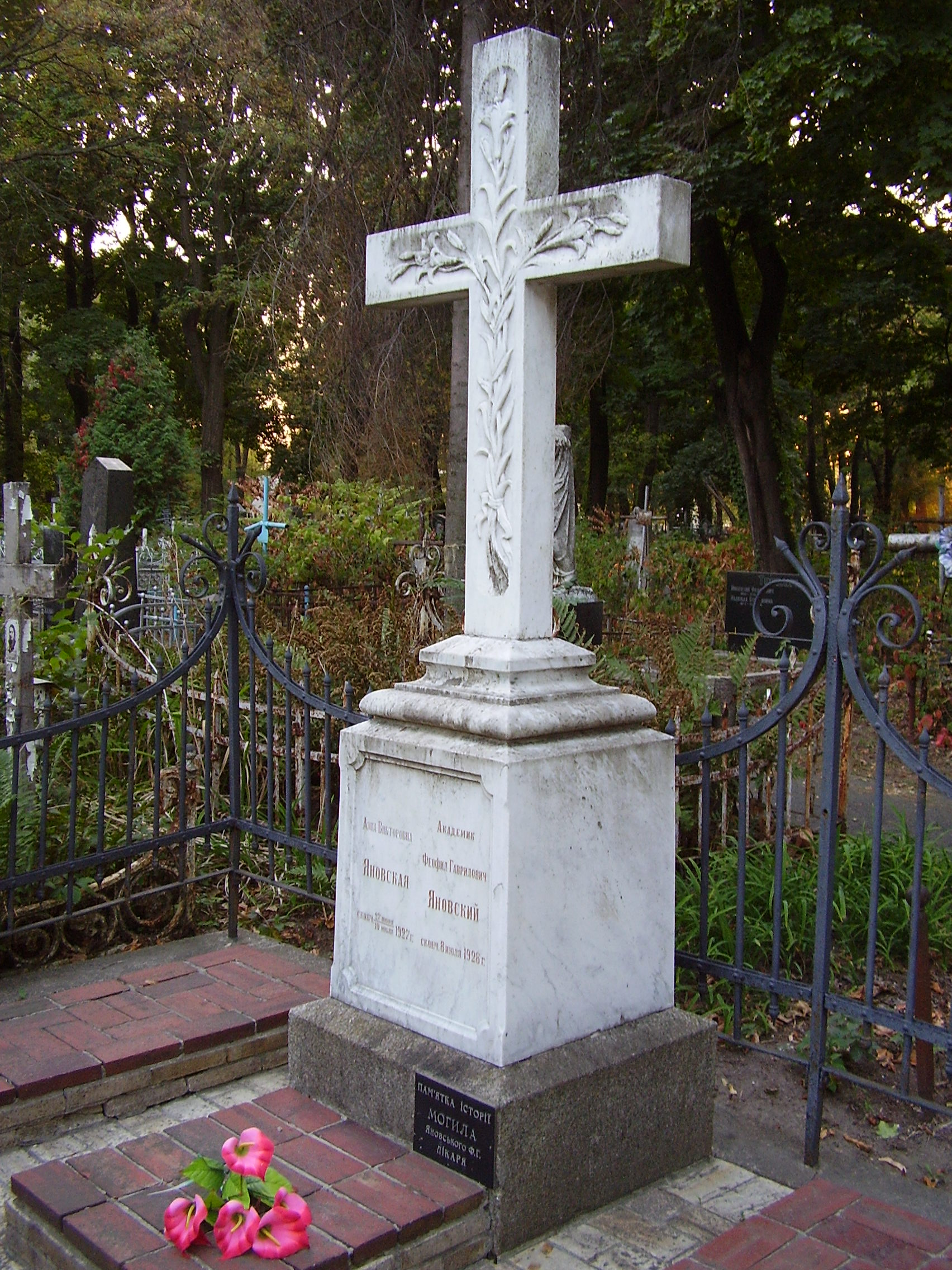
Надгробний хрест.